# Lilian Calmejane
Lilian Calmejane (Albi, 6 december 1992) is een Frans voormalig wielrenner.

## Carrière
In 2015 won Calmejane een etappe en het eindklassement van de Triptyque des Monts et Châteaux, een Belgische etappekoers. Later dat seizoen werd hij onder meer achtste in de door Vegard Stake Laengen gewonnen Ronde van de Elzas, wel won Calmejane daar het bergklassement met een ruime voorsprong op Fabien Grellier en Matvej Mamykin. In augustus 2016 behaalde hij zijn eerste profoverwinning: hij won, na een lange ontsnapping, de vierde rit van de Ronde van Spanje.
Het seizoen 2017 begon voor Calmejane in de GP La Marseillaise, waar hij, achter Arthur Vichot en Maxime Bouet, derde werd. In de Ster van Bessèges won hij de derde etappe, waardoor hij de leiderstrui overnam van Alexander Kristoff. In de afsluitende tijdrit werd hij tweede, waarmee hij zijn leidende positie met succes verdedigde en het eindklassement op zijn naam schreef. In Parijs-Nice, zijn eerste World Tourwedstrijd van het jaar, won hij het bergklassement. Twee weken later stond hij op de hoogste trede van het podium van de Internationale Wielerweek, nadat hij de slotetappe had gewonnen en zo Toms Skujiņš voorbij ging in het algemeen klassement. In april won hij ook in de Omloop van de Sarthe een etappe en het eindklassement. In de Ronde van Frankrijk won hij de achtste etappe, een bergetappe met aankomst bij Station des Rousses.
Calmejane begon het seizoen 2018 met een derde plaats in de GP La Marseillaise. In de Ster van Bessèges en de Ronde van de Provence werd hij respectievelijk zesde en vijfde in het eindklassement. Eind februari werd hij, achter Romain Bardet en Maximilian Schachmann, derde in de Classic Sud Ardèche. Een dag later won hij La Drôme Classic, voor Jhonatan Narváez en Bob Jungels. Na onder meer deelname aan Parijs-Nice en een achtste plaats in de Grote Prijs Miguel Indurain, won Calmejane in april zijn lichaamsgewicht in camembert nadat hij de beste was in Parijs-Camembert.
In augustus 2020 werd bekend dat hij na zes jaar bij Total Direct Energie de overstap maakte naar AG2R-Citroën voor het seizoen 2021.

## Palmares

### Overwinningen
2014
2e en 3e etappe deel B (ploegentijdrit) Ronde van de Isard
2015
2e etappe Triptyque des Monts et Châteaux
Eindklassement Triptyque des Monts et Châteaux
3e etappe Ronde van Bretagne
Bergklassement Ronde van de Elzas
2016
Jongerenklassement La Méditerranéenne
4e etappe Ronde van Spanje
2017
3e etappe Ster van Bessèges
Eindklassement Ster van Bessèges
Bergklassement Parijs-Nice
4e etappe Internationale Wielerweek
Eind- en puntenklassement Internationale Wielerweek
3e etappe Omloop van de Sarthe
Eindklassement Omloop van de Sarthe
8e etappe Ronde van Frankrijk
2018
La Drôme Classic
Parijs-Camembert
2019
Bergklassement Ronde van de Provence
Classic de l'Ardèche
1e etappe Ronde van de Limousin
2020
Bergklassement Route d'Occitanie
2023
Bergklassement Ronde van de Ain

### Resultaten in voornaamste wedstrijden
| Jaar | Ronde van Italië | Ronde van Frankrijk | Ronde van Spanje |
| ---- | ---------------- | ------------------- | ---------------- |
| 2016 |                  |                     | 70e (1)          |
| 2017 |                  | 35e (1)             |                  |
| 2018 |                  | 30e                 |                  |
| 2019 |                  | 106e                |                  |
| 2020 |                  | opgave              |                  |
| 2021 |                  |                     | 33e              |
| 2022 | 86e              |                     |                  |
| 2023 |                  | 77e                 |                  |
| 2024 | 42e              |                     |                  |

| Jaar | Milaan-San Remo | Ronde van Vlaanderen | Amstel Gold Race | Luik-Bast.‑Luik | Ronde van Lombardije | Waalse Pijl |  | WK op de weg |
| ---- | --------------- | -------------------- | ---------------- | --------------- | -------------------- | ----------- |  | ------------ |
| 2016 |                 |                      |                  | opgave          |                      |             |  |              |
| 2017 |                 |                      | 60e              | 56e             | opgave               | 61e         |  | 85e          |
| 2018 |                 |                      |                  | 52e             |                      |             |  |              |
| 2019 | 38e             | 40e                  |                  | opgave          |                      |             |  |              |
| 2020 |                 |                      |                  |                 |                      |             |  |              |
| 2021 |                 |                      |                  |                 |                      |             |  |              |
| 2022 |                 |                      | 26e              |                 |                      |             |  |              |
| 2023 |                 |                      | opgave           | 100e            |                      | 87e         |  |              |
| 2024 | 53e             |                      |                  | 112e            |                      | opgave      |  |              |

### Resultaten in kleinere rondes
| Jaar | Tour Down Under | Parijs-Nice | Tirreno-Adriatico | Ronde van Catalonië | Critérium du Dauphiné | Ronde van Zwitserland | Ronde van Guangxi |
| ---- | --------------- | ----------- | ----------------- | ------------------- | --------------------- | --------------------- | ----------------- |
| 2016 |                 | 24e         |                   |                     | opgave                |                       |                   |
| 2017 |                 | 45e         |                   |                     |                       | 36e                   |                   |
| 2018 |                 | opgave      |                   |                     |                       |                       |                   |
| 2019 |                 | 16e         |                   |                     |                       | 64e                   | 12e               |
| 2020 |                 | opgave      |                   |                     |                       |                       |                   |
| 2021 |                 |             | 143e              |                     |                       |                       |                   |
| 2022 |                 |             |                   |                     |                       |                       |                   |
| 2023 |                 |             |                   |                     |                       | opgave                |                   |
| 2024 | 27e             | 80e         |                   | 81e                 |                       | opgave                |                   |

## Ploegen
- 2016 –  Direct Énergie
- 2017 –  Direct Énergie
- 2018 –  Direct Énergie
- 2019 –  Total Direct Énergie
- 2020 –  Total Direct Énergie
- 2021 –  AG2R-Citroën
- 2022 –  AG2R-Citroën
- 2023 –  Intermarché-Circus-Wanty
- 2024 –  Intermarché-Wanty

Anderson · Boudat · Calmejane · Cardis · Chavanel · Coquard · Cornu · Duchesne · Gène · Grellier · Guillemois · Hurel · Jeandesboz · Morice · Nauleau · Petit · Pichot · Quéméneur · Sicard · Thévenot · Tulik · Voeckler · Gaillard (stagiair) · Ourselin (stagiair) · Sellier (stagiair)
Anderson · Boudat · Calmejane · Cardis · Chavanel · Coquard · Cornu · Duchesne · Gène · Grellier · Guillemois · Hivert · Hurel · Jeandesboz · Morice · Nauleau · Ourselin · Petit · Pichot · Quéméneur · Sicard · Tulik · Voeckler · Burgaudeau (stagiair) · Maitre (stagiair) · Orceau (stagiair)
Boudat · Calmejane · Cardis · Chavanel · Cornu · Cousin · Gaudin · Gène · Grellier · Hivert · Journiaux · Nauleau · Ourselin · Petit · Pichot · Quéméneur · Sellier · Sicard · Taaramäe · Tulik · Gaillard (stagiair) · Orceau (stagiair) · Rivière (stagiair) 
Bonifazio · Boudat · Burgaudeau · Calmejane · Cardis · Cousin · Gaudin · Gène · Grellier · Hivert · Journiaux · Ligthart · Nauleau · Ourselin · Petit · Pichot · Quéméneur · Sellier · Sicard · Taaramäe · Terpstra · Tulik · Turgis
Bidard · Bouchard · Calmejane · Champoussin · Cherel · Cosnefroy · Dewulf · Duval · Franktot en met 20 juni · Gallopin · Gastauer · Godon · Gougeard · Hänninen ·  Jullien · Jungels · L. Naesen · O. Naesen · O'Connor · Paret-Peintre · Peters · Prodhomme · Sarreau · Schär · Touzé · Van Avermaet · Van Hoecke · Vendrame · Venturini · Warbasse · Delphis (stagiair) · Lapeira (stagiair) · Retailleau (stagiair)
Berthet · Bouchard · Calmejane · Champoussin · Cherel · Cosnefroy · Dewulf · Gall · Godon · Hänninen ·  Jullien · Jungels · Lapeira · L. Naesen · O. Naesen · O'Connor · A. Paret-Peintre · V. Paret-Peintre · Peters · Prodhomme · Raugel · Retailleau (vanaf 1/8) · Sarreau · Schär · Touzé · Van Avermaet · Van Hoecke · Vendrame · Venturini · Warbasse · Delphis (stagiair) · Gautherat (stagiair) · Tronchon (stagiair)
Bonifazio · Bystrøm · Calmejane · Costa · De Gendt · De Pooter · Girmay · Goossens · Herregodts · Huys · Johansen · Marit · Meintjes · Mihkels · Page · Paquot · Petilli · Petit · Planckaert · Rex · Rota · Smith · Taaramäe · Teunissen · Thijssen · van der Hoorn · van Poppel · Vliegen · Zimmermann
Braet · Busatto · Calmejane · Colleoni · De Pooter · Faure Prost · Girmay · Goossens · Herregodts · Kuypers(vanaf 4/4) · Marit · Meintjes · Mihkels · Page · Paquot · Petilli · Petit · Planckaert · Rex · Rota · Smith · Taaramäe · Teunissen · Thijssen · van der Hoorn · Van Hoecke · van Poppel · van Sintmaartensdijk · Zimmermann · Dolven(stagiair)